# Astro Boy
Astro Boy (鉄腕アトム?, Tetsuwan Atomu, lett. "Atom dal braccio di ferro") è un manga scritto e disegnato da Osamu Tezuka. Composto da 23 volumi, pubblicati in Giappone dal 1952 al 1968 sulla rivista Shonen di Kobunsha, sussidiaria della Kōdansha. Il manga ha venduto circa 100 milioni di copie, divenendo quindi un manga molto popolare. Dal fumetto è stata ricavata dal 1963 una storica e pionieristica serie televisiva prodotta dalla Mushi Productions, che fu la prima ad avere caratteristiche che sarebbero poi divenute peculiari della produzione giapponese, tanto da meritarsi il nome specifico di anime.
Il protagonista Atom (Astro Boy/Astroboy in occidente) nacque su Atom Taishi (lett. "Atom l'ambasciatore"), un'opera precedente di Tezuka; non va confuso con Capitan Jet, personaggio molto simile ad Atom e titolare di una propria serie animata, che Tezuka sviluppò in epoca molto posteriore, rimaneggiando superficialmente le fattezze, le caratteristiche e i poteri di Astro Boy, nonché alcuni personaggi comprimari.
Astro Boy è considerato uno dei personaggi immaginari simbolo della tradizione dei manga e degli anime giapponese. La rivista inglese Empire l'ha classificato 43º nella lista dei cinquanta migliori personaggi della storia del fumetto. La prima serie anime fu posizionata all'86º posto della lista delle miglior serie animate dal sito web IGN. Alla New York World's Fair del 1964 Tezuka incontrò Walt Disney, il quale si complimentò con il mangaka per il personaggio di Astro Boy, e si disse speranzoso di poter fare qualcosa insieme un giorno.

## Trama
In un mondo futuristico dove i robot convivono con gli esseri umani, Astro Boy è un bambino meccanico dai sentimenti e dall'intelligenza umani, creato dal dottor Tenma - all'epoca capo del ministero della scienza - con le sembianze del proprio figlio rimasto vittima poco prima di un incidente mortale. In quanto sostituto del figlio morto, lo scienziato lo tratta inizialmente come tale ma poi si rende conto che un robot non può colmare il vuoto prodotto dalla scomparsa del vero figlio, tanto più che Astro non può crescere. Deluso, Tenma lo vende al proprietario di un circo ma, dopo qualche tempo, il nuovo capo del ministero della scienza s'accorge casualmente del robot mentre questi si esibisce durante uno spettacolo e lo convince a seguirlo e, dopo averlo preso con sé, ne diviene tutore legale. Avendo poteri e capacità superiori a quelli della media umana, Astro diviene un difensore della giustizia contro la criminalità e i mali del mondo; la maggior parte dei suoi avversari sono esseri umani che odiano gli esseri meccanici, robot impazziti oppure invasori alieni. Finisce così con l'acquisire una famiglia di robot, frequentare la scuola come un bambino vero e lottare contro molti nemici per difendere la Terra.

## Genesi del personaggio
Tezuka concepì il personaggio come una semplice comparsa nella storia Atom Taishi che venne pubblicata sulla rivista Shonen nell'aprile del 1952, ma poi gli venne l'idea di una serie incentrata sul personaggio. Il personaggio nacque con l'intenzione di creare un Pinocchio del ventunesimo secolo che fosse quindi robotico e non un burattino di legno e, al contrario di Pinocchio, doveva essere vicino alla perfezione, dotato di emotività e in grado di capire perfettamente gli esseri umani.

## Poteri e abilità
Astro Boy è un automa dotato di varie capacità, nonché di potenti armi che lo aiutano a sconfiggere i propri avversari. Il robot è in grado di tradurre un enorme numero di lingue, ha una forza equivalente a quella di 100.000 cavalli, è in grado di volare grazie alla dotazione di jet integrati nelle sue braccia e nelle sue gambe, ha un senso dell'udito amplificato, è dotato di mitragliatrici integrate nel corpo, elevata resistenza fisica, un cervello elettronico, cannoni laser nelle braccia, pistole laser nelle dita, occhi dotati di vista raggi x, un cuore elettronico che può comprendere le cattive intenzioni di una persona.

## Media

Copertina del primo volume dell'edizione italiana di Astro Boy di Akira Himekawa

### Manga
Il personaggio esordì come comprimario nella serie Captain Atom (Atom Taishi), edita in Giappone dal 1951 al 1952; successivamente divenne protagonista nella serie ASTRO BOY, pubblicata dal 3 aprile 1952 al 12 marzo 1968 in 23 volumi.
Per i cinquant'anni del personaggio venne pubblicata nel 2003 una terza serie, Astro Boy (ＡＳＴＲＯＢＯＹ 鉄腕アトム?, Astroboy Tetsuwan Atom), in tre volumi realizzati da Akira Himekawa e pubblicato in Italia da Planet Manga.

### Serie televisiva live-action
Nel 1959 venne creata Astro Boy, serie televisiva in live action e primo adattamento televisivo del manga.

### Serie televisive anime

#### Astro Boy(1963)
La prima serie anime venne prodotta nel 1963 dalla Mushi Production, storico studio d'animazione di Osamu Tezuka. La serie, in bianco e nero, rivoluzionò il mondo dell'animazione giapponese e viene oggi considerata il primo esempio di anime della storia in quanto fu la prima ad avere le tipiche caratteristiche che avrebbero poi distinto questo tipo di produzioni tipicamente nipponiche. La serie venne premiata sulla Fuji TV lo stesso anno e divenne la prima serie d'animazione giapponese a godere di una grande popolarità. Divisa in quattro stagioni e composta da un totale di 193 episodi, l'ultimo dei quali trasmesso nel 1966, si stima fosse guardata dal 40% della popolazione giapponese.

#### Astro Boy(1980)
Dalla serie del 1963 fu tratto un remake a colori nel 1980.

#### Astro Boy(2003)
Una nuova serie di 50 episodi venne prodotta nel 2003 e trasmessa da Animax. Un mediometraggio giapponese in tecnica IMAX, prodotto nel 2005, basato sull'anime del 2003, dal titolo Astro Boy vs IGZA, fu mostrato solo in Giappone.

### Cinema

#### Lungometraggi
- Astro Boy (1962): dalla serie televisiva in live-action del 1959, la MBS realizzò un film mettendo insieme parti degli episodi per una durata totale di 75 minuti con solo la sequenza iniziale del film di circa un minuto a cartoni animati;
- Astro Boy: The Brave in Space (1964): lungometraggio di 87 minuti creato unendo tre episodi della prima serie animata (ep. 46, 56 e 71), diretto da Rintarō e Eiichi Yamamoto e pubblicato il 26 luglio 1964.[7]
- Astro Boy (2009): film d'animazione di produzione statunitense realizzato in computer grafica dalla Imagi Animation Studios, per la regia di David Bowers; in Italia venne distribuito il 18 dicembre 2009; il film non riscontrò un buon successo né di critica né di incassi (44.093.014 di dollari su 65 spesi);

#### Cortometraggi
- Astro Boy: Shinsen-gumi: corto animato di una serie per il Tezuka Osamu World's Tezuka Osamu Animation Theater in Kyoto (2003).

### Videogiochi
- Astro Boy (1988): prodotto da Konami per Nintendo Entertainment System; primo videogioco basato sul manga;
- Astro Boy (1994) prodotto da Banpresto per Super Nintendo Entertainment System, il quale, come il precedente, seguiva gli eventi del manga;
- Astro Boy: Omega Factor (2004): sviluppato da Treasure e prodotto da SEGA per Game Boy Advance;
- Astro Boy (2004): prodotto da SEGA per PlayStation 2, basato sull'anime del 2003;
- Astro Boy: The Video Game (2009): tratto da film d'animazione Astro Boy per Wii, Nintendo DS, PlayStation 2 e PlayStation Portable.

## Accoglienza

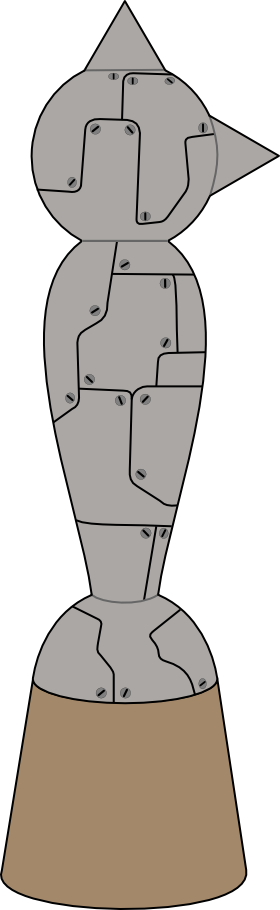
La statuetta del Premio culturale Osamu Tezuka ha la forma di Astro Boy stilizzato

Nel sondaggio Manga Sōsenkyo 2021 indetto da TV Asahi, 150 000 persone hanno votato la loro top 100 delle serie manga e Astro Boy si è classificata al 39º posto.

### Premi e riconoscimenti
La rivista Empire lo ha inserito al quarantatreesimo posto nella lista dei "50 più grandi personaggi della storia del fumetto", lista nella quale Astro Boy risulta essere l'unico personaggio di un manga ad apparire.
Chris Mackenzie del sito IGN inserì il personaggio di Astro Boy al n. 2 nella lista dei migliori personaggi di anime della storia.
Thomas Zoth inserì il personaggio di Astro Boy nella lista delle "10 più grandi icone della storia dell'anime", definendolo il primo grande eroe moderno di un cartone animato giapponese, sia sulla pagina stampata che alla televisione.
Nel 2014 IGN lo posizionò quarto nella lista dei più grandi personaggi mai apparsi in un anime.